# Anúcita (localidad)
Anúcita (en euskera y oficialmente Anuntzeta/Anúcita) es una localidad del concejo de Anúcita, que está situado en el municipio de Ribera Alta, en la provincia de Álava, País Vasco (España).

## Demografía
| Gráfica de evolución demográfica de Anúcita entre 2000 y 2017 |
|                                                               |
| Población de derecho según los censos de población del INE.   |